# Scott Sundquist
Scott Sundquist est un batteur américain, membre du groupe Soundgarden en 1986. Il a été recruté par les autres membres pour permettre à Chris Cornell de se consacrer principalement au chant. Il a quitté le groupe la même année et c'est Matt Cameron, le batteur de Skin Yard, qui prend sa place.